# شريط فحص البول
شرائط فحص البول أو غمائس فحص البول، هي أدوات تشخيصية أساسية تستخدم لكشف التغيرات المرضية في بول المريض، وتعتبر جزء من تحليل البول النموذجي.
قد يضم شريط فحص البول القياسي ما يصل إلى 10 كواشف كيميائية مختلفة يتغير لونها بعد غمرها في عينة بول. يمكن قراءة النتيجة عادةً بعد 60- 120 ثانية من الغمس، وقد تتطلب بعض الفحوص وقت أطول. يعد الفحص الروتيني للبول باستخدام الشرائط متعددة المقاييس الخطوة الأولى في تشخيص مجموعة واسعة من الأمراض. يكشف الفحص وجود البروتين والجلوكوز والأجسام الكيتونية والهيموجلوبين والبيليروبين واليوروبيلينوجين والأسيتون والنتريت والكريات البيض، ويقدم معلومات عن درجة الحموضة والكثافة النوعية، ويمكن استخدامه للكشف عن الإنتانات الناجمة عن مختلف العوامل الممرضة.
تتكون شرائط الفحص من شريط مصنوع من البلاستيك أو الورق يبلغ عرضه نحو 5 ملليمترات. تحمل الأشرطة البلاستيكية شرائح مشربة بمواد كيميائية تتفاعل مع المركبات الموجودة في البول لتنتج ألوان مميزة. تمتص الشرائط الورقية المواد المتفاعلة مباشرة، وتكون في معظم الأحيان خاصة بتفاعل واحد (كقياس درجة الحموضة مثلًا)، بينما تسمح الشرائط التي تحمل شرائح متعددة بإجراء عدة تفاعلات في وقت واحد.
يوجد شرائط تخدم أغراض مختلفة كالشرائط النوعية التي تحدد فقط ما إذا كانت العينة إيجابية أم سلبية. تقدم شرائط أخرى معلومات عن الكمية بالإضافة إلى التفاعلات الإيجابية والسلبية؛ حيث يتناسب لون التفاعل تقريبًا مع تركيز المادة المفحوصة. تقرأ النتيجة بعد مقارنة لون الشريحة بمقياس الألوان الذي توفره الشركة المصنعة، ولا يحتاج الأمر إلى معدات إضافية.
يشيع استخدام هذا التحليل في مراقبة مرضى الداء السكري. قد يختلف الوقت المستغرق لظهور نتائج الفحص على الشريط من بضع دقائق وحتى 30 دقيقة بعد غمر الشريط في البول (اعتمادًا على ماركة المنتج المستخدم).
تسجل القيم شبه الكمية على النحو التالي: أثر ثم 1+ و2+ و3+ و4+. وقد تقدم بعض الفحوص نتائج مقدرة بالميليغرام لكل ديسيلتر. توفر القارئات الآلية لشرائط الفحص أيضًا نتائج مقدرة باستخدام نظام الوحدات الدولي للقياس.

## طريقة فحص
| خلايا دم بيضاء   |  |
| نتريت            |  |
| يوروبيلينوجين    |  |
| بروتين           |  |
| أس هيدروجيني     |  |
| هيموغلوبين       |  |
| ثقل البول النوعي |  |
| كيتون            |  |
| بيليروبين        |  |
| جلوكوز           |  |
|                  |  |
|                  |  |
|                  |  |
|                  |  |

يبدأ الفحص بغمر الشريط تمامًا في عينة بول ممزوجة جيدًا لفترة قصيرة من الوقت، من ثم يرفع الشريط من الوعاء ويثبت على جداره للتخلص من البول الزائد. يترك الشريط بعد ذلك مدة معينة لحدوث التفاعل (عادةً من دقيقة إلى دقيقتين)، ثم تقرأ النتائج عبر مقارنة الألوان بالمقياس اللوني الذي توفره الشركة المصنعة.
قد تؤدي الأخطاء الفنية إلى نتائج خاطئة. فقد تترسب الكريات البيض والحمر في قاع الوعاء ما يؤدي لسلبية الفحص إن لم تخلط العينة جيدًا. وبنفس الطريقة، قد تؤدي البقايا البولية على شريط الفحص بعد إزالته من العينة إلى اختلاط النتائج وتشويهها. ولضمان عدم حدوث ذلك، يوصى بتجفيف حواف الشريط على ورق ماص.

## كشف الأمراض
تساعد الفحوص الروتينية بالكشف المبكر عن أمراض المجموعات الأربع التالية:
- أمراض الكلى والمسالك البولية.
- اضطرابات التمثيل الغذائي للسكريات (الداء السكري).
- أمراض الكبد واضطرابات انحلال الدم.
- الإنتانات البولية.

### المسالك البولية
تكون العديد من أمراض الكلى والمسالك البولية غير عرضية لفترة طويلة من الزمن. يوصى بإجراء تحليل روتيني للبول باعتباره خطوة أساسية وجوهرية في الكشف عن الأذية الكلوية و/أو أمراض المسالك البولية في مرحلة مبكرة، خاصةً لدى الفئات المعرضة للخطر كمرضى الداء السكري وارتفاع ضغط الدم والأمريكيين من أصل أفريقي والبولينيزيين ومن يملكون تاريخ عائلي لأمراض الكلية.
يساعد الفحص في الكشف عن أمراض الكلى المزمنة والتهاب كبيبات الكلى والبيلة البروتينية والبيلة الدموية.

### كشف البروتين
يعتبر وجود البروتين في البول أفضل المؤشرات التي تدل على الداء الكلوي مقارنةً بفحوص البول الروتينية الأخرى. ترتبط البيلة البروتينية عادةً بأمراض الكلى المبكرة، وهذا يجعل فحص البروتين في البول جزء مهم من أي فحص بدني. يحتوي البول الطبيعي على كمية قليلة جدًا من البروتين؛ إذ يطرح الجسم عادةً أقل من 100- 300 مغ/ لتر أو نحو 100 مغ في كل 24 ساعة. تتكون هذه الكمية بشكل أساسي من بروتينات منخفضة الوزن الجزيئي طرحتها الكبيبات الكلوية إضافةً لبروتينات أخرى قادمة من الجهاز البولي التناسلي. يتمتع الألبومين بوزن جزيئي منخفض، ويعتبر البروتين الرئيسي في البلازما. مع ذلك، يكون مستوى الألبومين في البول منخفض بسبب عدم سماح الكبيبات الكلوية له بالعبور، وفي حال عبوره، تقوم الأنابيب الكلوية بإعادة امتصاص معظم الكميات الراشحة منه. تشمل البروتينات الأخرى كميات صغيرة من الميكروغلوبولينات الأنبوبية والمصلية. يحتوي البول على بروتين اليورومودولين الذي تنتجه الخلايا الظهارية الأنبوبية الكلوية إضافةً إلى البروتينات الموجودة في النطاف وإفرازات البروستاتا والمهبل. تنتج خلايا النبيب الكلوي البعيد اليورومودولين بشكل روتيني، ويشكل هذا البروتين عادةً بنية الأسطوانات البولية.
يستخدم فحص الشرائط التقليدي مبدأ خطأ البروتين في المؤشرات لإنتاج تفاعل لوني مرئي. يتغير لون بعض المؤشرات في وجود البروتين مع بقاء درجة حموضة الوسط ثابتة، على عكس الاعتقاد السائد بأن المؤشرات تنتج ألوان خاصة استجابةً لدرجات حموضة معينة. يحدث ذلك نتيجة قبول البروتين لأيونات الهيدروجين التي يعطيها المؤشر. يكون الفحص أكثر حساسية للألبومين لأنه يحتوي على مجموعات أمينية أكثر قبول لأيونات الهيدروجين من البروتينات الأخرى. تختلف المادة الكيميائية الموجودة في شريحة البروتين بحسب الشركة المصنعة. يحتوي شريط ملتيستيكس على أزرق رباعي البروموفينول، بينما يحتوي شريط شيمستريب على 3'- 3"- 5 '- 5" - رباعي الكلوروفينول و3- 4- 5- 6 رباعي بروموسولفون فتالين. يحتوي كلاهما على دارئات حمضية للحفاظ على درجة حموضة ثابتة. يظهر كلا المؤشران باللون الأصفر في غياب البروتين عندما تكون درجة الحموضة 3. يتغير اللون بوجود البروتين ضمن درجات مختلفة من اللون الأخضر وحتى اللون الأزرق. تتدرج النتائج وفق التالي: سلبية ثم أثر ثم 1+ و2+ و3+ و4+. وقد تستخدم القيم شبه الكمية مقدرة بالميليغرام بالديسيليتر كالتالي: 30 و100 و300 و2000 بالتوافق مع الدرجات اللونية المختلفة. تعبر القيم أقل من 30 مغ/ دل على وجود أثر من البروتين في البول، وهذا قد يكون صعب التفسير.
المؤشر- H+(أصفر) + البروتين ← المؤشر (أزرق- أخضر) + بروتين- H+
يصبح احتمال الخطأ أكبر عندما يكون البول شديد القلوية بشكل يطغى على الدارئ الحمضي الموجود في الشريط. يؤدي ذلك إلى رقم هيدروجيني مرتفع وتغير لوني لا علاقة له بتركيز البروتين. وبالمثل، يسبب بقاء الشريط بالبول لفترة طويلة –نتيجة خطأ فني- إلى استهلاك الدارئ الحمضي، وبالتالي نتائج خاطئة. تظهر الإيجابية الكاذبة عندما لا يحدث التفاعل في ظل ظروف حمضية. يؤدي البول شديد الاصطباغ وتلوث عبوة عينة البول بمركبات الأمونيوم الرباعية والمنظفات والمطهرات إلى نتائج إيجابية خاطئة. قد يبين الفحص وجود أثر من البروتين في العينات عالية الكثافة النوعية، ولكنها تعتبر إيجابية خاطئة.